# Idaea totanigra
Idaea totanigra là một loài bướm đêm trong họ Geometridae.